# Leitlitz
Leitlitz ist ein Ortsteil der Stadt Zeulenroda-Triebes im Landkreis Greiz.

## Lage
Das Dorf liegt im Tal der Weida auf einer Höhe von 405 m ü. NN. Die Gemarkung des Dorfes befindet sich im Thüringer Schiefergebirge. Um die Flur steht meist Wald. Die Bundesstraße 94 verläuft westlich der Gemarkung nach Zeulenroda.

## Geschichte
Die erste urkundliche Erwähnung des vermutlich aus einer sorbischen Siedlung hervorgegangenen Ortes Leutlitz stammt aus dem Jahr 1407 und wurde am 28. März dokumentiert. Spätere Schreibweisen waren Lutlitz (1477) und Leuthlitz (1525). Im Laufe der Jahrhunderte war der Ort mehrmals in seiner Existenz bedroht, weil die Dorfbevölkerung durch den Dreißigjährigen Krieg und die Pest (1463 und 1566) stark dezimiert wurde. 1533 erreichte die Reformation den Ort. Bis zum Ende des Deutschen Kaiserreichs 1918 war Leitlitz Teil des Fürstentums Reuß jüngerer Linie. 1919 wurde Leitlitz erstmals zu Zeulenroda eingemeindet, erlangte aber 1925 seine Selbstständigkeit zurück. Während der Zeit der DDR gehörte der Ort zum Kreis Zeulenroda. Am 14. Juli 1993 wurde Leitlitz erneut ein Ortsteil von Zeulenroda. 2017 lebten im Ortsteil 175 Menschen.

## Sehenswürdigkeiten
Als Sehenswürdigkeit gelten die historische Steinbogenbrücke in der Nähe der 1448 erstmals erwähnten und 1954 stillgelegten Leitlitzmühle und die Kirche Leitlitz.

## Verkehr
Der nächste Bahnhof ist der Untere Bahnhof in Zeulenroda an der Bahnstrecke Werdau–Weida–Mehltheuer; bis 1999 war der obere Bahnhof der Stadtbahn Zeulenroda die nächstgelegene Bahnstation.